# Conversano
Conversano ist eine Stadt in der italienischen Region Apulien und deren Metropolitanstadt Bari, etwa 30 km südöstlich von Bari, 7 km von der Adria entfernt und etwa 219 Meter über Meereshöhe. Dort leben 25.827 Einwohner (Stand 31. Dezember 2023) auf einer Fläche von 126 km².

## Geschichte
Conversano war im Mittelalter eine bedeutende Grafschaft, deren Grafen mit den normannischen Herrschern im Königreich Sizilien und im Königreich England verschwägert waren. Unter den Grafen sind:
- Robert von Basseville, Robert de Basseville de Normandy de Loretel Graf von Conversano, heiratete Judith von Sizilien, Tochter des Grafen Roger I. (Hauteville)
- Goffredo de Basseville de Normandy (Gottfried), Graf von Conversano;
  - Sibilla († 1103), heiratete 1100 Herzog Robert von der Normandie (Rolloniden)
  - Altrude, heiratete Richard vom Prinzipat († 1129) (Hauteville)
- Hugo, Graf von Brienne und Lecce, 1289 Herr von Conversano, † 1296 (Haus Brienne)
- Walter V., Graf von Brienne, Lecce und Conversano, † 1311, dessen Sohn
- Walter VI., Graf von Brienne, Lecce und Conversano, † 1356, dessen Sohn
- Isabella, Gräfin von Brienne, Lecce und Conversano, † 1360, dessen Schwester; ⚭ Walter III. von Enghien (Haus Enghien)
- Louis d’Enghien, Graf von Conversano und Brienne, Herr von Enghien (Belgien), deren Sohn
- Marguerite d’Enghien, Gräfin von Conversano und Brienne, Dame d'Enghien, dessen Tochter, 1393 bezeugt; ⚭
  - I Pierre des Baux
  - II Jacopo di Sanseverino
  - III Jean II. de Luxembourg, Graf von Brienne und Conversano, † 1397
- Peter I. von Luxemburg (* 1390, † 1433) Graf von Brienne und Conversano von 1397–1433 sowie Graf von Saint-Pol, Sohn Johanns II.
- Ludwig von Luxemburg (* 1418, † 1475) Graf von Saint-Pol, Brienne, Ligny und Conversano, Sohn von Peter I. und Marguerite des Baux
- Giovanni Antonio Orsini del Balzo († 1463), Fürst von Tarent und Graf von Conversano
- Caterina, dessen uneheliche Tochter, Gräfin von Conversano, heiratete 1456 Giuliantonio Acquaviva d'Aragona, 7. Herzog von Atri.
- Giangirolamo II. Acquaviva d’Aragona († 1665), 8. Graf von Conversano.

## Sehenswürdigkeiten

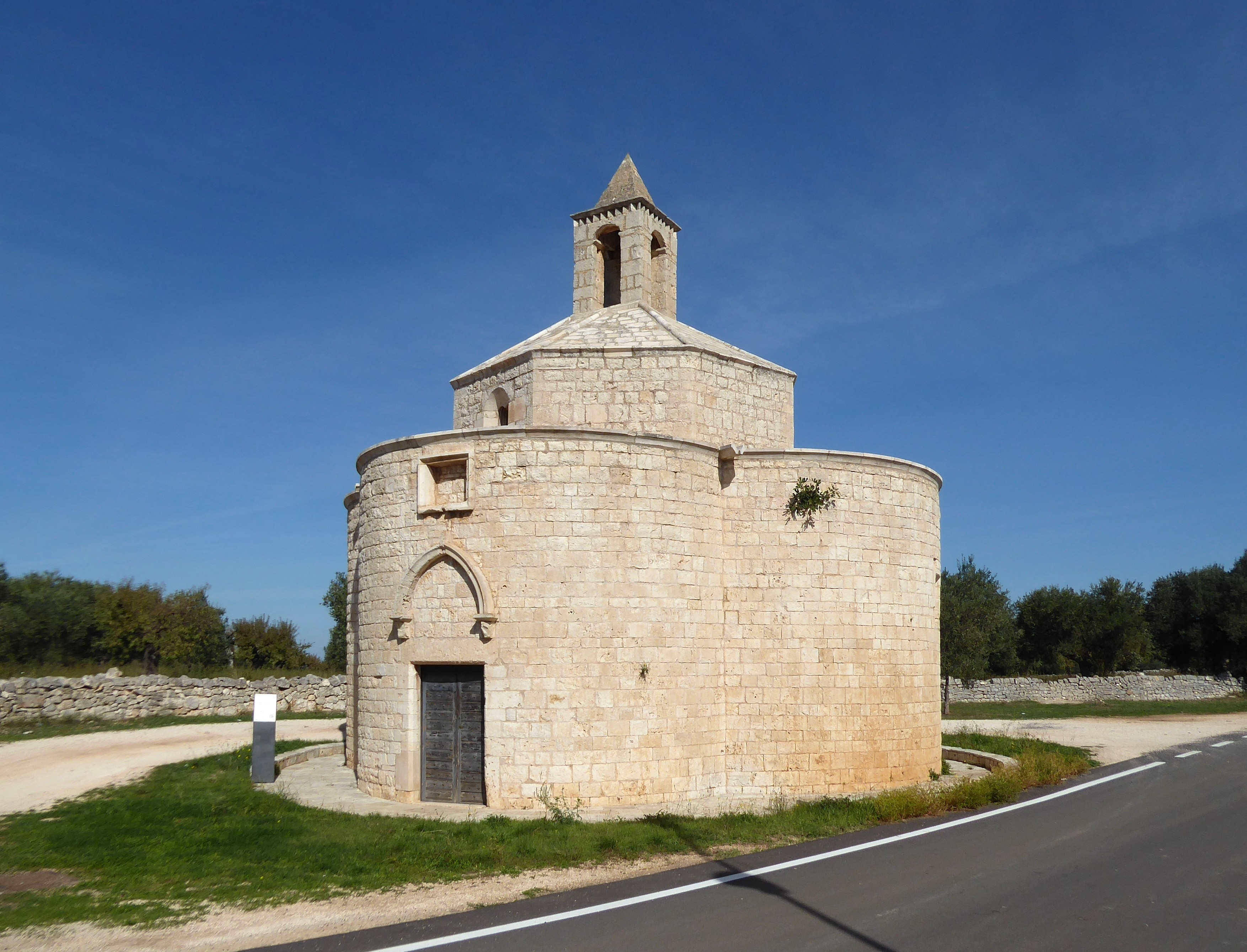
Romanische Kirche Santa Caterina

- Hauptsehenswürdigkeit ist die mittelalterliche Burg aus der Zeit, als die Normannen und nachfolgend die Staufer das Königreich Sizilien regierten.
- Die romanische Kathedrale di Santa Maria Assunta ist der Sitz des Bistums Conversano-Monopoli.
- Die Barockkirche SS. Cosma e Damiano
- Das Kloster San Benedetto
- Romanische Kirche Santa Caterina, Zentralbau mit vier Apsiden
- Die Burg Marchione und die Ruinen von Castiglione

## Verkehr
Conversano hat einen Bahnhof an der Bahnstrecke Bari–Martina Franca–Taranto.

## Sport
Die Handballmannschaft von Conversano wurde in der Saison 2002/03, 2003/04, 2005/06 und 2009/10 italienischer Meister.

## Söhne und Töchter
- Giuseppe Laterza (* 1970), römisch-katholischer Erzbischof und Diplomat